# Aaron Douglas

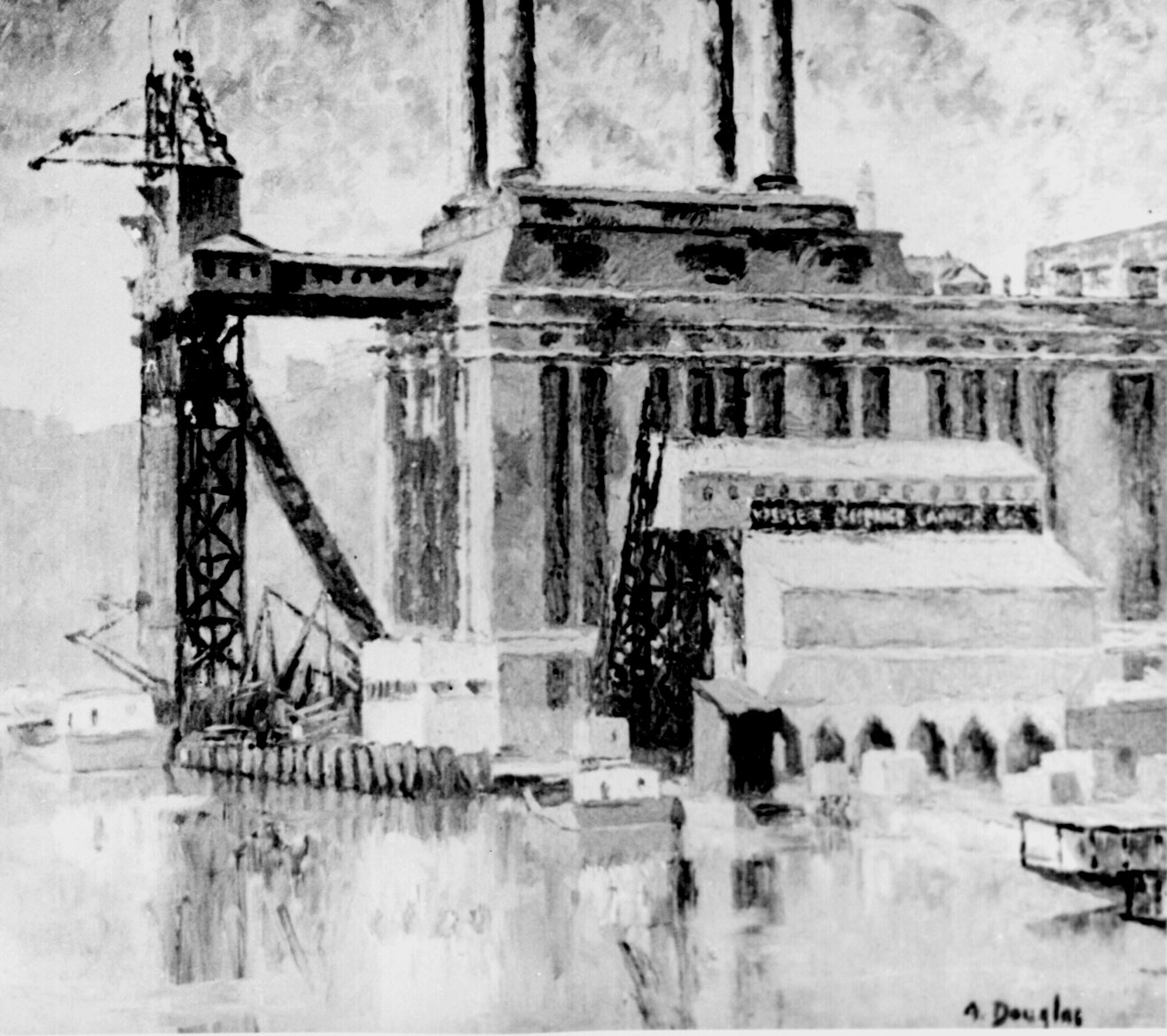
Central elèctrica, Harlem per Aaron Douglas en oli, 1939.

Aaron Douglas (26 de maig de 1899 - 3 de febrer de 1979). Pintor estatunidenc i gran figura del Renaixement de Harlem.
Douglas es va graduar a la Universitat de Nebraska-Lincoln el 1922. El seu estil es basa en l'estil tradicional d'Àfrica, dividint les figures en objectes geomètrics.
Aaron Douglas és conegut com el "Pare de l'Art Afroamericà".